# Đệ Nhất Cộng hòa Tiệp Khắc
Đệ Nhất Cộng hòa Tiệp khắc (tiếng Séc: První československá republika, tiếng Slovak: Prvá česko-slovenská republika, thường được gọi là Đệ Nhất Cộng hòa tiếng Séc: První Republika bởi người Séc và người Slovakia) là một quốc gia Tiệp Khắc đã tồn tại từ năm 1918 đến năm 1938. Nhà nước nay thường được gọi là Tiệp Khắc. Nó bao gồm Bohemia, Moravia, Silesia của Séc, Slovakia và Subcarpathia Ruthenia.
Sau năm 1933, Tiệp Khắc vẫn là nền dân chủ duy nhất hoạt động ở Trung Âu. Dưới áp lực của nhóm thiểu số người Đức Sudetenland, được hỗ trợ bởi nước Đức Quốc xã láng giềng, Tiệp Khắc đã buộc phải nhượng lại vùng Sudetenland của mình cho Đức vào ngày 1 tháng 10 năm 1938 như một phần của Hiệp ước München. Nó cũng nhượng lại phần phía nam của Slovakia và Carpathia Ruthenia cho Hungary và vùng Zaolzie ở Silesia cho Ba Lan. Điều này, có hiệu lực, đã kết thúc Đệ Nhất Cộng hòa Tiệp Khắc. Nó đã được thay thế bởi Đệ Nhị Cộng hòa Tiệp Khắc kéo dài chưa đầy nửa năm trước khi Đức chiếm phần còn lại của Tiệp Khắc vào tháng 3 năm 1939.

## Lịch sử
Sự độc lập của Tiệp Khắc được Hội đồng Quốc gia Tiệp Khắc tại Praha tuyên bố vào ngày 28 tháng 10 năm 1918. Một số nhóm dân tộc và vùng lãnh thổ có truyền thống lịch sử, chính trị và kinh tế khác nhau đã bị bắt buộc phải được hòa trộn vào một cấu trúc nhà nước mới. Nguồn gốc của Đệ nhất Cộng hòa nằm ở Điểm 10 của Mười bốn điểm của Woodrow Wilson: "Các dân tộc Áo-Hung, nơi có các quốc gia mà chúng ta muốn thấy được bảo vệ và đảm bảo, nên được trao cơ hội tự do nhất để phát triển tự trị."
Ranh giới đầy đủ của đất nước và tổ chức của chính phủ cuối cùng đã được thiết lập trong Hiến pháp Tiệp Khắc năm 1920. Tomáš Garrigue Masaryk đã được các đồng minh trong Thế chiến I công nhận là lãnh đạo của Chính phủ Lâm thời Tiệp Khắc, và năm 1920, ông được bầu làm tổng thống đầu tiên của quốc gia. Ông được bầu lại vào năm 1925 và 1929, giữ chức Tổng thống cho đến ngày 14 tháng 12 năm 1935 khi ông từ chức vì sức khỏe yếu. Ông đã được thành công bởi Edvard Beneš.
Sau Anschluss của Đức Quốc xã và Áo vào tháng 3 năm 1938, mục tiêu tiếp theo của nhà lãnh đạo Đức Quốc xã Adolf Hitler là sáp nhập là Tiệp Khắc. Cái cớ của ông ta là sự riêng tư của dân tộc Đức sống ở khu vực biên giới phía bắc và phía tây của Tiệp Khắc, được gọi chung là Sudety. Sự hợp nhất của họ vào Đức Quốc xã sẽ khiến phần còn lại của Tiệp Khắc bất lực để chống lại sự chiếm đóng sau đó.